# Папірнянська сільська рада
Папірнянська сільська рада — колишня адміністративно-територіальна одиниця та орган місцевого самоврядування у Радомишльському районі Малинської і Волинської округ, Київської та Житомирської областей Української РСР з адміністративним центром у селі Папірня.

## Населені пункти
Сільській раді на час ліквідації були підпорядковані населені пункти:
- с. Микгород
- с. Папірня

## Історія та адміністративний устрій
Створена 1923 року в складі сіл Микгород та Папірня Кичкирівської волості Радомисльського повіту Київської губернії. 7 березня 1923 року увійшла до складу новоствореного Радомишльського району Малинської округи.
Ліквідована 20 жовтня 1938 року, територію та населені пункти ради приєднано до складу Радомишльської міської ради Радомишльського району Житомирської області.